# Distrito Escolar Independiente de Tyler
El Distrito Escolar Independiente de Tyler (Tyler Independent School District) es un distrito escolar en Texas. Tiene su sede en Tyler. El distrito, con una superficie de 193 millas cuadradas, gestiona 36 escuelas y edificios y educa 18.000 estudiantes.

## Escuelas
El distrito tiene dos escuelas secundarias, seis escuelas medias, diecisiete escuelas primarias, dos escuelas alternativas, y una escuela de educación especial.
- Escuelas secundarias
  - John Tyler High School
  - Robert E. Lee1High School